# Les Petites Vieilles
Cet article concerne le poème de Baudelaire. Pour le film russe, voir Les Petites Vieilles (film).
Les Petites Vieilles est un poème de Charles Baudelaire dans la section Tableaux parisiens du recueil Les Fleurs du mal. Cette section ne figurait pas dans la première version du recueil, parue en 1857. Elle est ajoutée dans la version de 1861.
Il s'agit du sixième poème de la section, et il est, comme les deux précédents (Le Cygne et Les Sept Vieillards), dédié à Victor Hugo.

## Forme
(juin 2019).
- Si vous ne connaissez pas le sujet, laissez ce bandeau (vous pouvez alors contacter les auteurs).
- Si vous supprimez le contenu mis en cause (vous pouvez préalablement contacter les auteurs),

argumentez précisément cette suppression dans la page de discussion
(un manque de référence n'est pas un argument ; une recherche réelle de référence doit avoir été effectuée, être formellement documentée).
Le poème est composé de quatre parties de 9, 3, 3 et 6 strophes d'alexandrins respectivement. Les rimes sont alternées. De plus ces dernières respectent bien l'alternance entre rimes masculines et rimes féminines.
Le poète donne des petites vieilles une image de monstre. En effet, il dit bien qu’avant d’être monstrueuses, elles étaient des femmes :"Ces montres disloqués furent jadis des femmes'". Le poète compare ces vieilles femmes à des animaux :"Se traînent, comme font les animaux blessés". Cette comparaison nous montre le côté « spleen » de Baudelaire. Mais même s’il les a déshumanisées, il nous dit quand même de les aimer :"Ou tordus, aimons-les ! ce sont encor des âmes". 
Baudelaire n'hésite pas à se moquer de leur façon de déambuler : « "Ils rampent, flagellés par les bises iniques, Frémissant au fracas roulant des omnibus, […]Ils trottent, tout pareils à des marionnettes ; Se traînent, comme font les animaux blessés ».
Mais par moments, il parle d'elles avec douceur comme dans le paragraphe 13: "Mais moi, moi qui de loin tendrement vous surveille, / L'œil inquiet,fixé sur vos pas incertains, / Tout comme si j'étais votre père, ô merveille ! "
Baudelaire éprouve de l'empathie envers elles : en effet, il s'inquiète en les voyant dans la rue.
Baudelaire cherche à faire ressortir la beauté où il n’y en a pas. Il utilise de nombreuses antithèses comme:
"Où tout, même l'horreur, tourne aux enchantements".